# Rio Medjerda
O rio ou uádi Medjerda (em árabe: واد مجردا), também transliterado como uádi Majardah, Medjerha, Majerda, etc., é um curso de água que nasce na Argélia e cuja maior parte da extensão do seu leito se encontra no noroeste da Tunísia, desmbocando no topo noroeste do golfo de Tunes, 6 km a sul de Ghar El Melh. Por ter um fluxo permantente ao longo de todo o ano, mais do que um uádi, pode considerar-se um rio comum. Na Antiguidade era chamado Bagrada.

## Curso
Nasce no Atlas do Tell, no nordeste da Argélia, na província de Souk Ahras, correndo em seguida para leste em direção à Tunísia, desaguando no Mediterrâneo a norte de Tunes. O curso tem uma extensão de 460 km, dos quais 350 na Tunísia. É o mais longo e mais importante rio da Tunísia e tem várias barragens. É o principal abastecedor de água das colheitas de trigo do país.
O antigo golfo de Útica, onde o Medjerda desaguava, formou-se durante a época pós-glaciar há cerca de 6 000 anos, Com o tempo, depósitos aluviais do rio assorearam a parte norte do golfo e o mar começou a recuar a partir da Idade Média. O assoreamento da parte sul é mais recente. Esta sucessão de eventos é conhecida através de documentos antigos, vestígios arqueológicos e observações aéreas e por satélite com as quais foi analisada a evolução da paisagem nos últimos 3 000 anos. A laguna de Ghar El Melh é o último vestígio do golfo de Útica, que deve o seu nome à antiga cidade de Útica.
A seguir à grande cheia de 1973, o Mejerda mudou novamente o seu curso e atualmente corre num canal originalmente escavado para evacuar as águas da cheia.

## História
Como no presente, no passado o Medjerda foi um curso de água crucial para a Tunísia, de grande importância para as populações que vivem perto dele. A sua água é usada para irrigação e é vital para a agricultura da região.
Pela sua importância estratégica no Norte de África, foi causa de muitas guerras pelo seu controlo ao longo da história, e a sua bacia foi povoada por berberes, fenícios, cartagineses, romanos, vândalos, bizantinos, árabes e otomanos. Várias cidades importantes, como Bula Régia, Simitu, Tubúrnica, Vaga, Útica, Cartago e finalmente Tunes foram fundadas nas suas margens ou vizinhança.